# Ministri presidenti del Baden-Württemberg
Il Ministro presidente della Baden-Württemberg (in tedesco: Baden-Württemberg Ministerpräsident) è il capo del governo del Land tedesco del Baden-Württemberg

## Elenco
| Immagine | Ministro presidente (nascita-morte) | Partito    | Mandato                           |
| -------- | ----------------------------------- | ---------- | --------------------------------- |
|          | Lothar Späth (1937 - 2016)          | CDU        | 30 agosto 1978 – 22 gennaio 1991  |
|          | Erwin Teufel (1939)                 | CDU        | 22 gennaio 1991 – 21 aprile 2005  |
|          | Günther Oettinger (1953)            | CDU        | 21 aprile 2005 – 10 febbraio 2010 |
|          | Stefan Mappus (1966)                | CDU        | 10 febbraio 2010 – 12 maggio 2011 |
|          | Winfried Kretschmann (1948)         | Die Grunen | 12 maggio 2011 – in carica        |